# MM (Bologna)
MM is een historisch merk van motorfietsen.
Societe A. Mattei & Co., later Dottore A. Salvia & Co en Fabbrica Italiana Motocicli M.M. di Mazzetti Mario, Bologna (1924-1964). 
Dit Italiaanse merk was opgericht door Angelo Mattei, Mario Mazzetti, Alfonso Morini en Giuseppe Massi. Zij bouwden eerst 124 cc tweetakten die in veel uitvoeringen geleverd werden. Er volgde een gelijksoortige 174 cc uitvoering.
In de jaren twintig behaalden MM-motoren veel overwinningen in races en men realiseerde heel wat wereldrecords.
In 1927 stopten Massi en Mattei, en na de oorlog bleef Mario Mazzetti alleen aan de leiding van het bedrijf omdat Morini zijn eigen merk begon. Ingenieur Salvia nam het bedrijf over. 
In 1930 gingen Mazzetti en Salvia naast tweetakten ook 175- en 250 cc kopkleppers maken. In 1931 volgde een 350 cc zijklep-versie. Er werden nu ook viertaktracers gemaakt. In 1933 kwam een 500 cc toermotor, een zijklepper. 
In 1943 werd de fabriek bij een bombardement vernield. Toch kwam MM na de oorlog terug. Begin jaren vijftig overleed Salvia en het bedrijf veranderde weer in Fabbrica Italiana Motocicli M.M. di Mazzetti Mario. Dat was voor het eerst dat het bedrijf naar de feitelijke oprichter genoemd werd. 
In 1956 kwamen er weer tweetakten maar ook een nieuwe 175 cc viertakt, die nooit in productie ging omdat MM in 1957 de deuren sloot. Mario Mazzetti bleef nog tot 1964 als constructeur voor andere merken werken.
- Andere merken met de naam MM, zie MM (Brockton) - MM (Nederland)